# High Road (album)
High Road – czwarty album studyjny amerykańskiej piosenkarki Keshy, wydany poprzez wytwórnie RCA Records oraz Kemosabe 31 stycznia 2020 roku. Album zapowiedziany został podczas premiery video przez Rolling Stone 21 października 2019 roku.

## Lista utworów
| Edycja standardowa | Edycja standardowa                                               | Edycja standardowa                                    | Edycja standardowa | Edycja standardowa |
| Nr                 | Tytuł utworu                                                     | Słowa                                                 | Muzyka             | Długość            |
| ------------------ | ---------------------------------------------------------------- | ----------------------------------------------------- | ------------------ | ------------------ |
| 1.                 | „Tonight”                                                        | Kesha Sebert, Stephen Wrabel, Ajay Bhattacharya       | Stint              | 3:15               |
| 2.                 | „My Own Dance”                                                   | K. Sebert, Dan Reynolds, Justin Tranter, John Hill    | Sebert, Hill       | 2:41               |
| 3.                 | „Raising Hell” (gościnnie: Big Freedia)                          | K. Sebert, Wrabel, Sean Douglas, Ajay Bhattacharya    | Stint, Omega       | 2:49               |
| 4.                 | „High Road”                                                      | Jeff Bhasker, Sebert, Wrabel, Nate Ruess              | Bhasker            | 3:19               |
| 5.                 | „Shadow”                                                         | Andrew Pearson, Sebert, Pebe Sebert                   | Pearson            | 3:33               |
| 6.                 | „Honey”                                                          | Sebert, Chelcee Grimes, Taylor Parks, Stuart Crichton | Crichton           | 3:21               |
| 7.                 | „Cowboy Blues”                                                   | Sebert, Wrabel, Pearson, Eric Leva                    | Pearson            | 4:00               |
| 8.                 | „Resentment” (gościnnie: Brian Wilson, Sturgill Simpson, Wrabel) | K. Sebert, Wrabel, Jamie Floyd, Madi Diaz             | Hill               | 2:52               |
| 9.                 | „Little Bit of Love”                                             | K. Sebert, Wrabel, Bhattacharya, Ruess                | Stint              | 2:22               |
| 10.                | „Birthday Suit”                                                  | K. Sebert, Grimes, Crichton                           | Crichton           | 2:56               |
| 11.                | „Kinky” (gościnnie: Ke$ha)                                       | K. Sebert, Wrabel, Bhattacharya, Sean Douglas         | Stint              | 3:25               |
| 12.                | „The Potato Song (Cuz I Want To)”                                | Sebert, P. Sebert, Crichton                           | Crichton           | 3:33               |
| 13.                | „BFF” (gościnnie: Wrabel)                                        | K. Sebert, Wrabel, P. Sebert, Crichton                | Crichton           | 4:11               |
| 14.                | „Father Daughter Dance”                                          | Sebert, Pearson                                       | Pearson            | 2:37               |
| 15.                | „Chasing Thunder”                                                | K. Sebert, Wrabel, Bhasker, Louis Schoorl             | Bhasker, Schoorl   | 3:41               |
|                    |                                                                  |                                                       |                    | 48:35              |

| Edycja cyfrowa (utwór bonusowy) | Edycja cyfrowa (utwór bonusowy) | Edycja cyfrowa (utwór bonusowy) |
| Nr                              | Tytuł utworu                    | Długość                         |
| ------------------------------- | ------------------------------- | ------------------------------- |

| Edycja japońska (utwór bonusowy) | Edycja japońska (utwór bonusowy) | Edycja japońska (utwór bonusowy) |
| Nr                               | Tytuł utworu                     | Długość                          |
| -------------------------------- | -------------------------------- | -------------------------------- |

## Notowania
| Lista (2020)                              | Najwyższa pozycja |
| ----------------------------------------- | ----------------- |
| Australia (ARIA)                          | 26                |
| Belgia (Ultratop Flanders)                | 163               |
| Belgia (Ultratop Wallonia)                | 178               |
| Hiszpania (PROMUSICAE)                    | 29                |
| Irlandia (IRMA)                           | 71                |
| Japonia (Oricon)                          | 164               |
| Kanada (Billboard Canadian Albums)        | 21                |
| Stany Zjednoczone (Billboard 200)         | 7                 |
| Stany Zjednoczone (Rolling Stone Top 200) | 6                 |
| Szkocja (OCC)                             | 27                |
| Wielka Brytania (OCC)                     | 63                |

## Historia wydania
| Region  | Data             | Format                          | Edycja      | Wytwórnia     |
| ------- | ---------------- | ------------------------------- | ----------- | ------------- |
| Świat   | 31 stycznia 2020 | CD, digital download, streaming | standardowa | RCA, Kemosabe |
| Świat   | 31 stycznia 2020 | Digital download, streaming     | cyfrowa     | RCA, Kemosabe |
| Japonia | 31 stycznia 2020 | CD                              | japońska    | Sony Japan    |